# Амсберґ (рід)
Амсберг (нім. von Amsberg, нід. van Amsberg) — німецький шляхетський рід, що походив з Мекленбургу. Патрилінійним головою династії є король Нідерландів Віллем-Олександр. 
Походить від коваля, пекаря. Парафіяльний парох Август Амсберг (1747–1820) почав називати себе «фон Амсберг» у 1795 році. Право на шляхетство було надано Фрідріхом Францом III, Великим Князем Мекленбург-Шверін у 1891 році. Завдяки цьому дозволу на використання шляхетського привілею родина фактично стала частиною нетитулованої нижчої аристократії Великого князівства Мекленбург-Шверін.
Члени родини живуть у Нідерландах і Північній Німеччині. Їх найвідомішим представником є нинішній голова династії (тобто старший нащадок по чоловічій лінії) король Нідерландів Віллем-Олександр. Король Віллем-Олександр має лише доньок. Його брати та діти його братів носять титул «Йонхер ван Амсберґ» (Jonkheer (або жіночий Jonkvrouw) van Amsberg) і мають прізвище «ван Оранські-Нассау ван Амсберґ» (van Oranje-Nassau van Amsberg).

## Родовід
Династія веде свій початок від Юргена Амтсберґа (пом. 1686), майстра-коваля села Швіхтенберг поблизу Боррентіну, що на той час входило до складу Шведської Померанії. Його син був пекарем, а правнук Йоганн Давид Теодор Август Амсберґ (1747–1820), протестантський парох парафіяльної церкви Кавельсторф поблизу Ростока в Мекленбург-Шверінському герцогстві, приблизно з 1795 року почав іменував себе "фон Амсберг". Представники роду Амсбергів спочатку були простолюдинами, і прийменник, ймовірно, використовувався для позначення родини від імені їхніх предків, а не від назви місця, звідки вони походять. 
Син пароха - Филип Август фон Амсберг (1788–1871) ініціював створення Державної залізниці Князівства Брауншвейг, відкритої 1838 року. Родина отримала офіційний дозвіл на шляхетський титул указом Великого Князя Мекленбурзького-Шверінського у 1891 році.
10 березня 1966 року Клаус фон Амсберг одружився зі спадкоємицею голландського престолу, принцесою Беатрікс Оранською-Нассау, а з 1980 року до своєї смерті в 2002 році був принцом-консортом Королівства Нідерландів. Він є батьком Віллема-Олександра, короля Нідерландів, і принца Йонхіра ван Амсберґа. Молодший брат Віллема-Олександра, принц Фрізо ван Оранж-Нассау ван Амсберґ, після шлюбу з Мейбл Віссе-Сміт, втратив свій статус принца Нідерландів, але для своїх дітей отримав титул графа/графині Оранж-Нассау. Шлюб третього сина принца Константіна дав, наразі, єдиного спадкоємця чоловічої статі династії Амсберґів, Клауса-Казимира ван Ораньє-Нассау ван Амсберґа, який народився в 2004 році. 
2001 року королівським указом було затверджено, що діти, народжені в шлюбі принца Константина матимуть спадковий шляхетський і почесний титул граф (графиня) ван Ораньє-Нассау, Йонкхер (Йонквроув) ван Амсберґ і матиме прізвище ван Ораньє-Нассау ван Амсберґ. 2004 року таке ж правило було встановлено для принца Фрізо та його дітей, народжених у його шлюбі. 
Коли Віллем-Олександр став королем у 2013 році, династія Амсберґ офіційно не стала правлячим будинком Нідерландів, а вважається, що правлячою є династія його матері Оранські-Нассау.
Кілька членів родини, в основному нащадки Филипа Августа фон Амсберґа та двоюрідного дядька принца Клауса Йоахіма фон Амсберґа (1869–1945), все ще живуть у Північній Німеччині .
Голландська гілка сім'ї, тобто принц Клаус, має деяких далеких голландських/фламандських предків, наприклад сім'я банкірів Беренбергів та інші видатні родини Антверпена.

## Представники
- Юрген Амтсберґ, бл. 1640–1686, коваль
- Юрген ІІ Амтсберґ, 1680–1756, пекар
- Георг Амтсберґ, 1717–1772
- Йоганн Давид Теодор Август Амсберґ, парох. Почав називати себе «фон Амсберг» з 1795, у 1747–1820 рр. пастор у Кавельсторфі
- Йоахім Карл Теодор фон Амсберґ, 1777–1842
- Габріель Людвіг Йоганн фон Амсберґ, 1822–1899, отримав дозвіл від Великого князя на використання частки «фон» у 1891 році, фактичне шляхетство
- Вільгельм фон Амсберґ, 1856–1929
- Клаус Фелікс фон Амсберґ, 1890–1953
- Клаус фон Амсберґ, 1926–2002, принц-консорт Нідерландів
- Віллем-Олександр Оранський-Нассау ван Амсберґ, нар. 1967, король Нідерландів.

Лінія спадкоємства голови будинку Амсберґ 

Оскільки у короля Віллема-Олександра народилось три доньки, лінія спадкоємства ван Амсберґ є наступною:
- Принц Костянтин ван Амсберґ, молодший брат короля Нідерландів
- граф Клаус-Казимир Орансько-Нассауський ван Амсберґ, син Константина
- Дірк фон Амсберґ (нар. 1961), онук генерала Йоахіма фон Амсберґа, який, у свою чергу, був сином Габріеля Людвіга Йоганна фон Амсберґа
- Пауль фон Амсберґ (нар. 2002), син Дірка.